# Пальмин, Лиодор Иванович
Лиодо́р (Илиодор) Ива́нович Па́льмин (15 (27) мая 1841, имение в Ярославской губернии, по другим сведениям Санкт-Петербург — 26 октября (7 ноября) 1891, Москва) — русский поэт и переводчик.

## Биография
Родился в старинной обедневшей дворянской семье. Учился на Юридическом факультете Санкт-Петербургского университета. В 1861 году был арестован за участие в студенческих волнениях, заключён в Петропавловскую крепость, по освобождении исключён из университета. Занимался поденной литературной работой.

В середине 1860-х годов сблизился с В. С. Курочкиным и его окружением. В 1869 году поселился в Москве. Принимал участие в различных, преимущественно юмористических журналах. Познакомил А. П. Чехова с Н. А. Лейкиным. Михаил Чехов вспоминает, что 
Л. И. Пальмин был сутул, ряб, картавил букву «р» и всегда был одет так неряшливо, что на него было жалко смотреть. Он был благороден душой и сострадателен. Особую слабость его составляли животные. Всякий раз, как он приходил к нам, вместе с ним врывались в дверь сразу пять-шесть собак. Всех он подбирал по дороге и давал им у себя приют. Это был высокоталантливый, но совершенно уже опустившийся человек. Обладал прекрасным стихом, изящной формой, но несчастная страсть к пиву (именно к пиву, а не к вину) свела его на нет…
Похоронен на Ваганьковском кладбище (23 уч.).

## Творчество
В печати дебютировал переводом с французского языка, опубликованном в 1859 году в журнале для девушек «Лучи», издававшемся А. О. Ишимовой. В 1860—1862 годы публиковал стихи в журналах «Век» П. И. Вейнберга и «Библиотеке для чтения» А. Ф. Писемского. В середине 1860-х годов сотрудничал в демократических изданиях «Будильник», «Дело», «Женский вестник» и других. В 1863—1868 годах был одним из наиболее активных сотрудников журнала «Искра».
Популярной революционной песней стало стихотворение Пальмина «Requiem» («Не плачьте над трупами павших борцов…», 1865).
Позднее стихи и переводы публиковал в изданиях различных общественно-политической направленности («Русская мысль», «Стрекоза», «Наблюдатель», «Развлечение», «Осколки», «Всемирная иллюстрация» и другие), воспринимаясь вместе с тем как хранитель заветов революционно-демократической поэзии 1860-х годов.
Переводил стихи польских поэтов Адама Мицкевича, Владислава Сырокомли, также Генриха Гейне, «Ворон» Эдгара По. Совместно с В. М. Лавровым перевёл «Американские очерки» Генрика Сенкевича (1883). Пальмину принадлежат также переделки на русский лад «юмористических романов» немецкого поэта и карикатуриста Вильгельма Буша: «Супружеские тайны» (1881), «Рад бы в рай, да грехи не пускают. Похождения идеалиста» (1886), «Проказы шалуна» (1890).
Автор переводов либретто опер «Тангейзер» Рихарда Вагнера (1876), «Дон Карлос» (1876) и «Трубадур» (1878) Джузеппе Верди.
Выпустил несколько сборников стихотворений: «Сны наяву» (Москва, 1878); «Собрание стихотворений» (Москва, 1881); «Цветы и змеи. Сатира, юмор и фантазии» (Москва, 1883).